# Żuławska Kolej Dojazdowa
| Żuławska Kolej Dojazdowa Westpreußische Kleinbahnen                                                                                           | Żuławska Kolej Dojazdowa Westpreußische Kleinbahnen |
| --- | --------------------------------------------------- |
| Triebwagen MBxd2 212 in Jantar (2004) |                                                     |
| Das Schienennetz bei Danzig (siehe rechte Bildhälfte), einschließlich von Teilstrecken der Schmalspur-Eisenbahn, auf einer Landkarte von 1910 |                                                     |
| Spurweite: | 750 mm (Schmalspur)                                 |
| |                                                     |

Żuławska Kolej Dojazdowa werden heute die Schmalspurbahnen in der Spurweite von 750 mm südöstlich von Danzig genannt. Ursprünglich von den Westpreußischen Kleinbahnen AG errichtet, erreichte das Netz eine Länge von mehr als 300 Kilometern im Mündungsgebiet der Weichsel zwischen Danzig, Tiegenhof (polnisch Nowy Dwór Gdański) und Stutthof (polnisch Sztutowo).

## Geschichte
Die Strecken durchzogen das Mündungsgebiet der Weichsel in der damaligen preußischen Provinz Westpreußen, das nur von wenigen Staatsbahnstrecken erschlossen worden war. Dabei handelte es sich um den 1857 eröffneten Teil der Preußischen Ostbahn zwischen Dirschau und Marienburg, von dem seit 1886 in Simonsdorf eine Stichbahn nach der Kreisstadt Tiegenhof abzweigte. Da auch die Straßenverhältnisse im Weichseldelta für umfangreiche Transporte landwirtschaftlicher Produkte ungeeignet waren, erschien die Erschließung der Region durch Schienenwege dringend geboten.
Diese Aufgabe übernahm die Allgemeine Deutsche Kleinbahn-Gesellschaft (ADKA) und errichtete im Südteil des Großen Marienburger Werders, das zwischen Weichsel und Nogat liegt, Ende 1898 mehrere Strecken, die unter der Bezeichnung „Neuteich-Ließauer Kleinbahnen“ mit dem Zentrum Ließau Kleinbahnhof von der ADKA betrieben wurden.
Zur weiteren Erschließung des Gebietes gründete die ADKA am 27. Mai 1899 in Berlin eine Tochtergesellschaft, die Westpreußischen Kleinbahnen AG. An ihr waren auch der preußische Staat, die Provinz Westpreußen und der Landkreis Marienburg beteiligt.
Wie schon beim Neuteich-Ließauer Kleinbahnnetz dienten auch hier die wichtigsten Strecken sowohl dem Güterverkehr als auch einem – allerdings bescheidenen – Personenverkehr. Von ihnen zweigten zur Feinerschließung zahlreiche Stichbahnen ab, auf denen ausschließlich Güter befördert wurden.

### Die Entwicklung des Netzes bis 1913
Das Netz der neuen Gesellschaft bestand aus drei Teilen, die jedoch alle miteinander und mit dem Neuteich-Ließauer Netz verbunden waren.
Beginnend im Jahre 1900 wurde die Stadt Marienburg an der Nogat der Ausgangspunkt dreier Bahnen, von denen zwei ins Große Werder führten und an die Neuteich-Ließauer Bahnen in Schönau und Lindenau anschlossen. Die dritte Strecke erschloss in östlicher Richtung Teile des Kleinen Marienburger Werders.
1905 entstand das Netz im Danziger Werder auf dem linken Ufer der Weichsel. Ausgangspunkt war der Kleinbahnhof am Langgarter Tor in Danzig am Ostrand der Altstadt. Ein Zweig fand im Anschluss an eine Dampffähre bei Nickelswalde eine Fortsetzung auf dem rechten Ufer und entlang der Küste der Danziger Bucht bis zum Endpunkt Stutthof. In Steegen ging 1906 eine Verbindung nach Süden bis zur Kreisstadt Tiegenhof ab, wo auch die Hauptwerkstatt ihren Sitz hatte.
Von Tiegenhof aus wurden auf zwei verschiedenen Wegen Verbindungen zum Neuteich-Ließauer Netz gebaut: Bereits 1900/01 nach Neukirch im Großen Marienburger Werder und 1909 durch die Elbinger Niederung westlich der Nogat nach Lindenau.

### Die weitere Entwicklung 1913–1945

Aktie über 1000 RM der Westpreußische Kleinbahnen-AG vom Mai 1944

Die Allgemeine Deutsche Kleinbahn-Gesellschaft führte den Betrieb der Westpreußischen Kleinbahnen und veräußerte an diese 1913 auch die ihr gehörenden Neuteich-Ließauer Kleinbahnen mit Strecken von 101 km Länge. Damit entstand vor Beginn des Ersten Weltkrieges ein zusammenhängendes Netz von Schmalspurstrecken von insgesamt 328 km. Dieser Umfang blieb auch in den folgenden Jahrzehnten in etwa bestehen; die Statistik von 1930 nennt 313 Kilometer. Davon lagen 279 Kilometer in der 1919 neu gegründeten Freien Stadt Danzig und nur noch 34 Kilometer in der Provinz Ostpreußen, der nun auch der beim Deutschen Reich verbliebene Rest Westpreußens – nun als Regierungsbezirk – unterstellt war.
1940 wurden 336 Kilometer Strecken befahren; darauf waren eingesetzt: 31 Dampflokomotiven, 40 Personen-, 12 Pack- und – immerhin – 1011 Güterwagen.
Die Eigentumsverhältnisse hatten sich in den 1920er Jahren ebenfalls verändert. Die ADKA, die sich seit 1923 Allgemeine Deutsche Eisenbahn-AG (ADEA) nannte, war 1926/27 in der AG für Verkehrswesen aufgegangen, die nunmehr mit 37,1 % noch immer der größte Aktionär war. Die weiteren Anteile verteilten sich – bis 1944/45 – wie folgt:
- 27,1 % Freistaat Preußen
- 13,6 % Provinz Ostpreußen
- 11,1 % Landkreis Danzig
- 9,3 % Landkreis Marienburg
- 1,4 % Landkreis Elbing
- 0,4 % Landkreis Stuhm

Den Betrieb führte nun die aus der ADKA hervorgegangene Allgemeine Deutsche Eisenbahnbetriebs-Gesellschaft mbH (ADEG). Nach dem Zweiten Weltkrieg fielen Danzig und Westpreußen an Polen.

### Nach dem Zweiten Weltkrieg

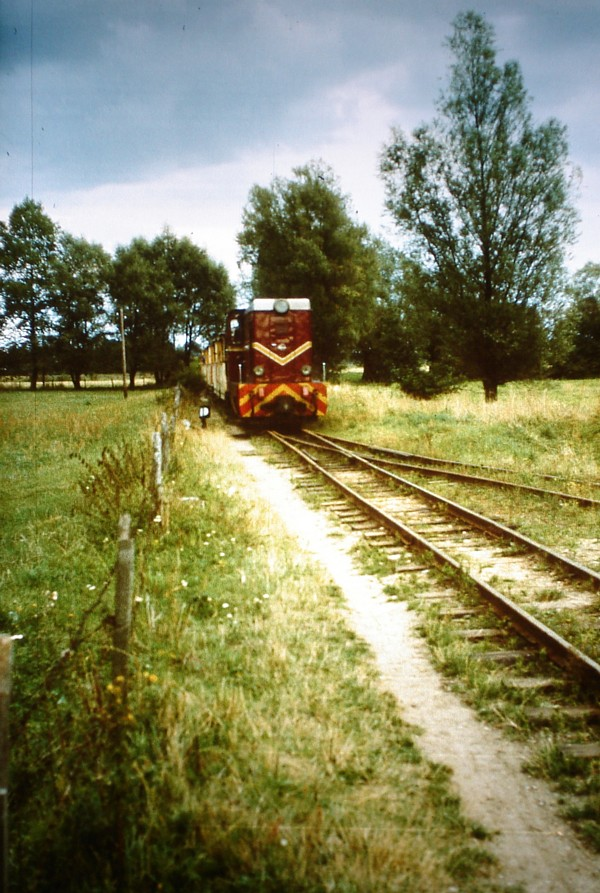
Personenzug in Prawy Brzeg Wisły (1986)

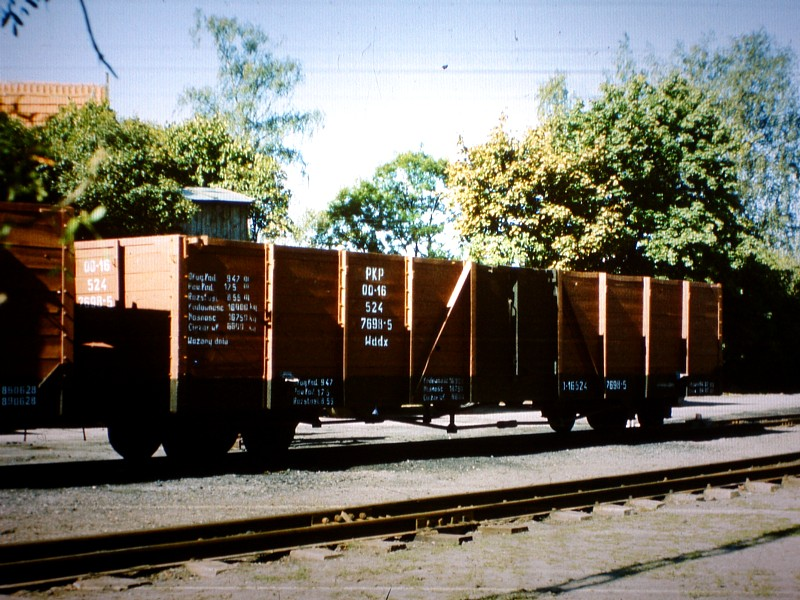
Vierachsiger offener Güterwagen in Stegna (1986)

Die Polnische Staatsbahn PKP betrieb nach 1945 fast alle Strecken als Gdańska Kolej Dojazdowa weiter, doch bereits 1956 wurde der Trajektbetrieb über die Weichsel eingestellt und somit das Netz geteilt. 1971 wurde der Personenverkehr auf der geteilten Strecke Koszwaly (Gottswalde)–Stegna (Steegen) eingestellt, zum 1. Januar 1974 folgte der Restbetrieb auf der linken Seite der Weichsel.
Auf dem Teilnetz rechts der Weichsel endete 1968 der Personenverkehr auf der Querverbindung Lichnowy (Groß Lichtenau)–Nowy Staw (Neuteich)–Lipinka (Lindenau).
Die Strecke an der Ostseeküste von Mikoszewo (Nickelswalde, Rechtes Weichselufer) über Stegna (Steegen) nach Sztutowo (Stutthof) diente zunehmend dem Touristenverkehr zu den Stränden der Danziger Bucht, der Verkehr nach Mikoszewo wurde 1978 und bis zum Weichselufer (Bahnhof Prawy Brzeg Wisły) 1980 wieder aufgenommen.
Ab den 1970er Jahren setzte die PKP auf den verbliebenen Strecken vermehrt Diesellokomotiven des rumänischen Typs Lxd2 ein. 1986 beschaffte die PKP neue Schmalspurtriebwagen der Baureihe MBxd2 aus Rumänien, die vor allem im Verkehr in Richtung Sztutowo Verwendung fanden. Die Reisezüge zwischen Prawy Brzeg Wisły (heute als „Mikoszewo Ujście Wisły“ bezeichnet) und Stegna wurden dagegen vorzugsweise mit lokomotivbespannten Zügen gefahren.
Auch in den 1980er Jahren wurde der Güterverkehr zum Teil noch mit den alten schmalspurigen Güterwagen der Kleinbahn-Zeit bewältigt. Im Reisezugverkehr kamen von PaFaWag in den 50er Jahren gelieferte Personenwagen zum Einsatz.
1988 begann dann der Niedergang des Restnetzes mit der Einstellung des Personenverkehrs auf der südlichen Verbindung Lisewo (Liessau)–Malbork Kałdowo (Kalthof). 1992 wurde der Personenverkehr nach Prawy Brzeg Wisły wieder eingestellt, 1993 endete der Personenverkehr zwischen Malbork Kałdowo und Nowy Dwór (Tiegenhof). Somit verblieb der Personenverkehr nur noch auf der Strecke Lisewo–Nowy Dwór–Stegna–Stutowo, er endete 1996. Im November 1996 wurde der Güterverkehr eingestellt und das Bahnnetz stillgelegt, jedoch nicht abgebaut.

### Neue Perspektiven als Touristenbahn
Mit der Übergabe der noch vorhandenen Schmalspurstrecken an die Immobilienverwaltung der PKP 2001 bestand die Möglichkeit der Übernahme durch die Kommunen. Der touristisch nutzbare Bereich um Nowy Dwór wurde vom Landkreis Nowy Dwór übernommen. im Sommer 2003 wurde der Saisonverkehr auf den Strecken Prawy Brzeg Wisły–Stegna–Sztutowo und Nowy Dwór–Stegna durch den Verein PTMKŻ (Pomorskie Towarzystwo Miłośników Kolei Żelaznych) aufgenommen. Ab diesem Zeitpunkt wurde für die Bahn die Bezeichnung „Żuławska Kolej Dojazdowa“ verwendet. 2006 kam es zu Streitigkeiten zwischen Verein und Landkreis, woraufhin ein neuer Verein, die Stowarzyszenie Żuławskiej Kolei Dojazdowej, den Betrieb übernahm. 2021 wurde ein Triebwagen MBxd2 mit Sommerwagen und einen Büfettwagen eingesetzt.

### Unfälle
Pfingsten 1920 entrollte eine Lokomotive auf dem Trajekt über die Weichsel und fiel in den Fluss.

## Strecken

### Danzig Kleinbahnhof–Neukrug / Gdańsk Wąskotorowy–Piaski Gdańskie

Östliche Teilstrecken mit den Haltestellen (von Norden nach Süden)
- Pasewark,
- Steegen,
- Stutthof,
- Tiegenort,
- Neumünsterberg,
- Tiegenhof,
- Ladekopp,
- Neuteich,
- Lindenau (an der Nogat, südwestlich von Elbing),
- Groß Lesewitz,
- Kalthof und
- Marienburg
auf einer Landkarte von 1910 (siehe links unten im Bild).

| Spurweite: | 750 mm (Schmalspur) |                                                            |                                                            |
| |                     |                                                            |                                                            |
| \| \| 33 \| Gdańsk Wąskotorowy (Danzig Kleinbahnhof) \| Gdańsk Wąskotorowy (Danzig Kleinbahnhof) \| \| \| \| Holmbahn / Sandweg \| \| \| \| 27 \| Dobrowo Gdańskie (Neuendorf) \| Dobrowo Gdańskie (Neuendorf) \| \| \| 22 38 \| Przejazdowo (Quadendorf; 1945–1948 Odrzygość) \| Przejazdowo (Quadendorf; 1945–1948 Odrzygość) \| \| \| \| nach Giemlice (Gemlitz) \| \| \| \| 35 \| Bogatka (Reichenberg) \| Bogatka (Reichenberg) \| \| \| 34 \| Ostatni Grosz (Neupfundkrug) \| Ostatni Grosz (Neupfundkrug) \| \| \| 33 \| Bystra Wielka \| Bystra Wielka \| \| \| 32 \| Koszwały (Gottswalde) \| Koszwały (Gottswalde) \| \| \| \| nach Giemlice (Gemlitz) \| \| \| \| 29 \| Kolonia Cedry Małe (Herzberg) \| Kolonia Cedry Małe (Herzberg) \| \| \| 27 \| Cedry Małe (Klein Zünder) \| Cedry Małe (Klein Zünder) \| \| \| 24 \| Błotnik (Kr. Lauenkrug) \| Błotnik (Kr. Lauenkrug) \| \| \| 23 \| Szewce Gdańskie (Schmerblock) \| Szewce Gdańskie (Schmerblock) \| \| \| \| Schusterkrug \| \| \| \| 22 \| Przegalina (Nickelswalde) \| Przegalina (Nickelswalde) \| \| \| 20 \| Przegalina Kolonia (Kol. Einlage) \| Przegalina Kolonia (Kol. Einlage) \| \| \| 19 \| Świbno (Einlage) \| Świbno (Einlage) \| \| \| \| Schiewenhorst \| \| \| \| 18 \| Lewy Brzeg Wisły (Linkes Weichselufer) \| Lewy Brzeg Wisły (Linkes Weichselufer) \| \| \| \| \| \| \| \| \| Weichsel \| \| \| \| 17 \| Prawy Brzeg Wisły (Rechtes Weichselufer) \| Prawy Brzeg Wisły (Rechtes Weichselufer) \| \| \| 14 \| Mikoszewo (Nickelswalde) \| Mikoszewo (Nickelswalde) \| \| \| 12 \| Jantar Leśniczówka \| Jantar Leśniczówka \| \| \| 10 \| Jantar (Pasewark) \| Jantar (Pasewark) \| \| \| 9 \| Jantar Port \| Jantar Port \| \| \| 8 \| Jantar Młyn \| Jantar Młyn \| \| \| 7 \| Junoszyno (Junckeracker) \| Junoszyno (Junckeracker) \| \| \| \| von Nowy Dwór Gdański Wąskotorowy (Tiegenhof Kleinbahnhof) \| \| \| \| 5 \| Stegna Gdańska (Steegen) \| Stegna Gdańska (Steegen) \| \| \| 4 \| Stegna PKS \| Stegna PKS \| \| \| 3 \| Stegna Morska \| Stegna Morska \| \| \| \| Stegna Oczyszczalania \| \| \| \| 1 \| Sztutowo Muzeum \| Sztutowo Muzeum \| \| \| 0 \| Sztutowo (Stutthof) \| Sztutowo (Stutthof) \| \| \| \| Kąty Rybackie \| \| \| \| \| Krynica Morska (Kahlberg; Juni 1946–Jan. 1947: Łysa Góra) \| \| \| \| \| Piaski Gdańskie (Neukrug) \| \| \| \| \| \| \| \| Quellen: [3][4][5][6] \| \| \| \| |                     |                                                            |                                                            |
| Kopfbahnhof Streckenanfang (Strecke außer Betrieb) | 33                  | Gdańsk Wąskotorowy (Danzig Kleinbahnhof)                   | Gdańsk Wąskotorowy (Danzig Kleinbahnhof)                   |
| Blockstelle (Strecke außer Betrieb) |                     | Holmbahn / Sandweg                                         | Holmbahn / Sandweg                                         |
| Haltepunkt / Haltestelle (Strecke außer Betrieb) | 27                  | Dobrowo Gdańskie (Neuendorf)                               | Dobrowo Gdańskie (Neuendorf)                               |
| Bahnhof (Strecke außer Betrieb) | 22 38               | Przejazdowo (Quadendorf; 1945–1948 Odrzygość)              | Przejazdowo (Quadendorf; 1945–1948 Odrzygość)              |
| Abzweig geradeaus und nach rechts (Strecke außer Betrieb) |                     | nach Giemlice (Gemlitz)                                    | nach Giemlice (Gemlitz)                                    |
| Haltepunkt / Haltestelle (Strecke außer Betrieb) | 35                  | Bogatka (Reichenberg)                                      | Bogatka (Reichenberg)                                      |
| Bahnhof (Strecke außer Betrieb) | 34                  | Ostatni Grosz (Neupfundkrug)                               | Ostatni Grosz (Neupfundkrug)                               |
| Haltepunkt / Haltestelle (Strecke außer Betrieb) | 33                  | Bystra Wielka                                              | Bystra Wielka                                              |
| Bahnhof (Strecke außer Betrieb) | 32                  | Koszwały (Gottswalde)                                      | Koszwały (Gottswalde)                                      |
| Abzweig geradeaus und nach rechts (Strecke außer Betrieb) |                     | nach Giemlice (Gemlitz)                                    | nach Giemlice (Gemlitz)                                    |
| Haltepunkt / Haltestelle (Strecke außer Betrieb) | 29                  | Kolonia Cedry Małe (Herzberg)                              | Kolonia Cedry Małe (Herzberg)                              |
| Haltepunkt / Haltestelle (Strecke außer Betrieb) | 27                  | Cedry Małe (Klein Zünder)                                  | Cedry Małe (Klein Zünder)                                  |
| Haltepunkt / Haltestelle (Strecke außer Betrieb) | 24                  | Błotnik (Kr. Lauenkrug)                                    | Błotnik (Kr. Lauenkrug)                                    |
| Haltepunkt / Haltestelle (Strecke außer Betrieb) | 23                  | Szewce Gdańskie (Schmerblock)                              | Szewce Gdańskie (Schmerblock)                              |
| Haltepunkt / Haltestelle (Strecke außer Betrieb) |                     | Schusterkrug                                               | Schusterkrug                                               |
| Haltepunkt / Haltestelle (Strecke außer Betrieb) | 22                  | Przegalina (Nickelswalde)                                  | Przegalina (Nickelswalde)                                  |
| Haltepunkt / Haltestelle (Strecke außer Betrieb) | 20                  | Przegalina Kolonia (Kol. Einlage)                          | Przegalina Kolonia (Kol. Einlage)                          |
| Haltepunkt / Haltestelle (Strecke außer Betrieb) | 19                  | Świbno (Einlage)                                           | Świbno (Einlage)                                           |
| Haltepunkt / Haltestelle (Strecke außer Betrieb) |                     | Schiewenhorst                                              | Schiewenhorst                                              |
| Blockstelle (Strecke außer Betrieb) | 18                  | Lewy Brzeg Wisły (Linkes Weichselufer)                     | Lewy Brzeg Wisły (Linkes Weichselufer)                     |
| Eisenbahnfähre (Strecke außer Betrieb) |                     |                                                            |                                                            |
| |                     | Weichsel                                                   |                                                            |
| Kopfbahnhof Strecke bis hier außer Betrieb | 17                  | Prawy Brzeg Wisły (Rechtes Weichselufer)                   | Prawy Brzeg Wisły (Rechtes Weichselufer)                   |
| Haltepunkt / Haltestelle | 14                  | Mikoszewo (Nickelswalde)                                   | Mikoszewo (Nickelswalde)                                   |
| Haltepunkt / Haltestelle | 12                  | Jantar Leśniczówka                                         | Jantar Leśniczówka                                         |
| Haltepunkt / Haltestelle | 10                  | Jantar (Pasewark)                                          | Jantar (Pasewark)                                          |
| Haltepunkt / Haltestelle | 9                   | Jantar Port                                                | Jantar Port                                                |
| Haltepunkt / Haltestelle | 8                   | Jantar Młyn                                                | Jantar Młyn                                                |
| Haltepunkt / Haltestelle | 7                   | Junoszyno (Junckeracker)                                   | Junoszyno (Junckeracker)                                   |
| Abzweig geradeaus und von rechts |                     | von Nowy Dwór Gdański Wąskotorowy (Tiegenhof Kleinbahnhof) | von Nowy Dwór Gdański Wąskotorowy (Tiegenhof Kleinbahnhof) |
| Bahnhof | 5                   | Stegna Gdańska (Steegen)                                   | Stegna Gdańska (Steegen)                                   |
| Haltepunkt / Haltestelle | 4                   | Stegna PKS                                                 | Stegna PKS                                                 |
| Haltepunkt / Haltestelle | 3                   | Stegna Morska                                              | Stegna Morska                                              |
| Haltepunkt / Haltestelle |                     | Stegna Oczyszczalania                                      | Stegna Oczyszczalania                                      |
| Haltepunkt / Haltestelle | 1                   | Sztutowo Muzeum                                            | Sztutowo Muzeum                                            |
| Kopfbahnhof Strecke ab hier außer Betrieb | 0                   | Sztutowo (Stutthof)                                        | Sztutowo (Stutthof)                                        |
| Bahnhof (Strecke außer Betrieb) |                     | Kąty Rybackie                                              | Kąty Rybackie                                              |
| Bahnhof (Strecke außer Betrieb) |                     | Krynica Morska (Kahlberg; Juni 1946–Jan. 1947: Łysa Góra)  | Krynica Morska (Kahlberg; Juni 1946–Jan. 1947: Łysa Góra)  |
| Kopfbahnhof Streckenende (Strecke außer Betrieb) |                     | Piaski Gdańskie (Neukrug)                                  | Piaski Gdańskie (Neukrug)                                  |
| |                     |                                                            |                                                            |
| Quellen: |                     |                                                            |                                                            |

#### Streckendaten
- Eröffnung der Gesamtstrecke:
  - Danzig Kleinbahnhof–Stutthof: 17. August 1905
  - Stutthof–Neukrug: 25. April 1943
- Einstellung des Personenverkehrs:
  - Gdańsk Wąskotorowy–Koszwały: 1. Januar 1974 (Abbau 1975)
  - Mikoszewo–Sztutowo: 8. September 1996
- Wiedereröffnung für Touristikverkehr:
  - Prawy Brzeg Wisły–Sztutowo: 2003
- Stilllegung:
  - Koszwały–Mikoszewo: 1. Juni 1971 (Abbau des Abschnittes Koszwały–Prawy Brzeg Wisły 1974)
  - Sztutowo–Piaski Gdańskie: 1953 (Abbau 1953)

Um 1950 wurde die Fährstelle über die Weichsel nach Norden versetzt.

### Knüppelkrug–Gottswalde
B. Eröffnung: 17. August 1905
- 0,0 Knüppelkrug
- 2,4 Neunhuben
- 4,5 Hochzeit
- 7,0 Scharfenberg(-Wotzlaff)
- 9,0 Sperlingsdorf
- 11,1 Herrengrebin
- 14,0 Osterwick-Zugdam
- 17,3 Wossitz
- 19,7 Gemlitz
- 20,8 Langfelde
- 24,1 Groß Zünder
- 26,2 Trutenau
- 29,3 Herzberg
- 31,3 Gottswalde Abbau
- 32,8 Gottswalde

### Stegna Gdańska–Lipinka Gdańska / Steegen–Lindenau
| Kursbuchstrecke: | Nowy Dwór Gdański Wąskotorowy–Stegna Gdańska: 403 Lipinka Gdańska–Nowy Dwór Gdański Wąskotorowy: 461 |                                                             |                                                             |
| Streckenlänge: | 31 km                                                                                                |                                                             |                                                             |
| Spurweite: | 750 mm (Schmalspur)                                                                                  |                                                             |                                                             |
| | |                                                             |                                                             |
| \| \| \| von Koszwały (Gottswalde) \| \| \| \| \| von Piaski Gd. (Piasken) \| \| \| \| 15 \| Stegna Gdańska (Steegen) \| Stegna Gdańska (Steegen) \| \| \| 12 \| Popowo \| Popowo \| \| \| 10 \| Rybina Gdańska (Fischerbabke, ab 2017 Rybina) \| Rybina Gdańska (Fischerbabke, ab 2017 Rybina) \| \| \| \| Drehbrücke Rybina (Szkarpawa) \| \| \| \| 8 \| Tujsk (Tiegenort) \| Tujsk (Tiegenort) \| \| \| 4 \| Cyganek \| Cyganek \| \| \| \| \| \| \| \| 0 16 \| Nowy Dwór Gdański Wąskotorowy (Tiegenhof Kleinbahnhof) \| Nowy Dwór Gdański Wąskotorowy (Tiegenhof Kleinbahnhof) \| \| \| \| nach Jeziernik (Schönsee) \| \| \| \| \| \| \| \| \| 21 \| Kmiecin \| Kmiecin \| \| \| 16 \| Suchowo (Fürstenau) \| Suchowo (Fürstenau) \| \| \| 15 \| Solnica (Rosenort) \| Solnica (Rosenort) \| \| \| 13 \| Wężownica (Laakendorf) \| Wężownica (Laakendorf) \| \| \| \| Schleusendamm \| \| \| \| 11 \| Rakowiska (Krebsfelde) \| Rakowiska (Krebsfelde) \| \| \| 10 \| Rakowo (Krebsfelder Gasse) \| Rakowo (Krebsfelder Gasse) \| \| \| 7 \| Lubstowo Gdańskie (1945–1948 Lupstowo Gdańskie, Lupushorst) \| Lubstowo Gdańskie (1945–1948 Lupstowo Gdańskie, Lupushorst) \| \| \| 6 \| Myszewo (Groß Mausdorf) \| Myszewo (Groß Mausdorf) \| \| \| 3 \| Lipinka Gdańska (Lindenau) \| Lipinka Gdańska (Lindenau) \| \| \| \| nach Nowy Staw Wąskotorowy (Neuteich) \| \| \| \| \| nach Malbork Kałdowo Wąskotorowy (Kalthof) \| \| \| \| \| \| \| \| Quellen: [7][8] \| \| \| \| | |                                                             |                                                             |
| Strecke | | von Koszwały (Gottswalde)                                   | von Koszwały (Gottswalde)                                   |
| Abzweig geradeaus und von links | | von Piaski Gd. (Piasken)                                    | von Piaski Gd. (Piasken)                                    |
| Bahnhof | 15                                                                                                   | Stegna Gdańska (Steegen)                                    | Stegna Gdańska (Steegen)                                    |
| Haltepunkt / Haltestelle | 12                                                                                                   | Popowo                                                      | Popowo                                                      |
| Haltepunkt / Haltestelle | 10                                                                                                   | Rybina Gdańska (Fischerbabke, ab 2017 Rybina)               | Rybina Gdańska (Fischerbabke, ab 2017 Rybina)               |
| | | Drehbrücke Rybina (Szkarpawa)                               |                                                             |
| Bahnhof | 8 | Tujsk (Tiegenort)                                           | Tujsk (Tiegenort)                                           |
| Haltepunkt / Haltestelle | 4 | Cyganek                                                     | Cyganek                                                     |
| Abzweig geradeaus und ehemals von links · Strecke von rechts (außer Betrieb) | |                                                             |                                                             |
| Kopfbahnhof Strecke ab hier außer Betrieb · Strecke (außer Betrieb) | 0 16                                                                                                 | Nowy Dwór Gdański Wąskotorowy (Tiegenhof Kleinbahnhof)      | Nowy Dwór Gdański Wąskotorowy (Tiegenhof Kleinbahnhof)      |
| Strecke (außer Betrieb) · Strecke (außer Betrieb) | | nach Jeziernik (Schönsee)                                   | nach Jeziernik (Schönsee)                                   |
| Strecke von links (außer Betrieb) · Strecke nach rechts (außer Betrieb) | |                                                             |                                                             |
| Haltepunkt / Haltestelle (Strecke außer Betrieb) | 21                                                                                                   | Kmiecin                                                     | Kmiecin                                                     |
| Haltepunkt / Haltestelle (Strecke außer Betrieb) | 16                                                                                                   | Suchowo (Fürstenau)                                         | Suchowo (Fürstenau)                                         |
| Haltepunkt / Haltestelle (Strecke außer Betrieb) | 15                                                                                                   | Solnica (Rosenort)                                          | Solnica (Rosenort)                                          |
| Haltepunkt / Haltestelle (Strecke außer Betrieb) | 13                                                                                                   | Wężownica (Laakendorf)                                      | Wężownica (Laakendorf)                                      |
| Haltepunkt / Haltestelle (Strecke außer Betrieb) | | Schleusendamm                                               | Schleusendamm                                               |
| Haltepunkt / Haltestelle (Strecke außer Betrieb) | 11                                                                                                   | Rakowiska (Krebsfelde)                                      | Rakowiska (Krebsfelde)                                      |
| Haltepunkt / Haltestelle (Strecke außer Betrieb) | 10                                                                                                   | Rakowo (Krebsfelder Gasse)                                  | Rakowo (Krebsfelder Gasse)                                  |
| Haltepunkt / Haltestelle (Strecke außer Betrieb) | 7 | Lubstowo Gdańskie (1945–1948 Lupstowo Gdańskie, Lupushorst) | Lubstowo Gdańskie (1945–1948 Lupstowo Gdańskie, Lupushorst) |
| Haltepunkt / Haltestelle (Strecke außer Betrieb) | 6 | Myszewo (Groß Mausdorf)                                     | Myszewo (Groß Mausdorf)                                     |
| Bahnhof (Strecke außer Betrieb) | 3 | Lipinka Gdańska (Lindenau)                                  | Lipinka Gdańska (Lindenau)                                  |
| Abzweig geradeaus und nach rechts (Strecke außer Betrieb) | | nach Nowy Staw Wąskotorowy (Neuteich)                       | nach Nowy Staw Wąskotorowy (Neuteich)                       |
| Strecke (außer Betrieb) | | nach Malbork Kałdowo Wąskotorowy (Kalthof)                  | nach Malbork Kałdowo Wąskotorowy (Kalthof)                  |
| | |                                                             |                                                             |
| Quellen: | |                                                             |                                                             |

#### Streckendaten
- Eröffnung:
  - Steegen–Tiegenhof Kleinbahnhof: 1. Mai 1906
  - Tiegenhof Kleinbahnhof–Lindenau: 1. Oktober 1909
- Einstellung des Personenverkehrs:
  - Nowy Dwór Gdański Wąskotorowy–Stegna Gdańska: 8. September 1996
- Wiedereröffnung für Touristikzüge:
  - Nowy Dwór Gdański Wąskotorowy–Stegna Gdańska: 4. Juli 2009

- Stilllegung: Lipinka Gdańska–Nowy Dwór Gdański Wąskotorowy: 8. September 1996

### Tiegenhof–Schöneberg
D. Eröffnung: 16. Oktober 1901
- 0,0 Tiegenhof Kleinbahnhof
- 3,1 Tiegerfelde
- 4,6 Tiege Meierei
- 6,2 Tiege
- 7,8 Ladekopp
- 9,4 Ladekopp Meierei
- 12,5 Schönsee
- 14,4 Schöneberg

- Güterbahn:
  - D.1: 0,0 Schönsee – 1,7 Schönsee Nord – 3,3 Schönsee Mittelfeld – 5,8 Neumünsterberg – 6,6 Barenhof – 7,7 Bärwalde – 10,1 Fürstenwerder Süd – 12,2 Fürstenwerder Nord (Eröffnung: 3. März 1920)

### Marienburg–Lichtfelde
E.  Eröffnung: 15. Oktober 1900 Königsdorf–Stalle; 1903 Marienburg–Königsdorf; 1. Oktober 1909 Stalle–Lichtfelde
- 0,0 Marienburg Kleinbahnhof
- 5,1 Königshof
- 7,4 Königsdorf
- 10,4 Jonasdorf
- 13,1 Katznase
- 14,6 Katznase Ausbau
- 17,1 Altfelde Kleinbahnhof
- 19,3 Schlablau
- 20,8 Fischau
- 24,7 Preußisch Rosengarth
- 27,1 Stalle
- 31,4 Lichtfelde

- Güterbahnen:
  - E.1: Fischau–Thörichthof (Kreis Marienburg) 5,0 km (Eröffnung: 13. Dezember 1912)
  - E.2: Königsdorf–Schönwiese 3,0 km

### Marienburg–Schönau Abzweig
F.  Eröffnung: 15. Oktober 1900
- 0,0 Marienburg Kleinbahnhof
- 2,8 Kalthof
- 3,0 Kalthof Ziegelei (Nur Güterverkehr)
- 4,0 Dammfelde
- 8,4 Schönau
- 9,1 Schönau Abzweig

### Kalthof–Lindenau
G.  Eröffnung: 15. Oktober 1900
- (--- Marienburg Kleinbahnhof)
- 0,0 Kalthof
- 2,9 Kaminke
- 4,2 Tragheim
- 6,0 Groß Lesewitz
- 7,0 Groß Lesewitz Feld
- 9,1 Klein Lesewitz
- 11,6 Lindenau

- Güterbahn:
  - G.1: 0,0 Groß Lesewitz – 2,5 Herrenhagen Dorf – 3,0 Herrenhagen Feld – Schadwalde Dorf 4,6 – Schadwalde Feld 5,5 (Eröffnung: 11. Okt. 1909)

### Ließau–Schöneberg
H.-K. Netz der Neuteich-Ließauer Kleinbahnen
H.  Eröffnung: 23. Dezember 1898 Gr. Lichtenau–Neukirch; 15. August 1899 bis Groß Lichtenau; 18. November 1900 ab Neukirch
- 0,0 Ließau Kleinbahnhof (Omnibus der ADKA nach Dirschau)
- --- Ließau Güterladestelle (Anschluss zur Staatsbahn)
- 5,1 Damerau
- 7,3 Klein Lichtenau
- 9,0 Groß Lichtenau
- 13,2 Pordenau
- 14,8 Neukirch Schmiede
- 15,9 Neukirch (Westpreußen)
- 19,0 Schönhorst
- 21,8 Schöneberg

- Güterbahnen:
  - H.1: Groß Lichtenau–Barendt 5,3 km (Eröffnung: 15. August 1899)
  - H.2: Groß Lichtenau–Trappenfelde 1,7 km
  - H.3: Klein Lichtenau–Klein Lichtenau Feld 1,7 km

### Groß Lichtenau–Lindenau Kanal
J.  Eröffnung: 23. Dezember 1898
- 0,0 Groß Lichtenau
- 4,4 Trampenau
- 7,9 Neuteich (Westpreußen) Kleinbahnhof
- 11,0 Eichwalde
- 14,0 Tannsee
- 16,2 Lindenau bei Neuteich
- 17,2 Lindenau Kanal

- Güterbahnen:
  - J .1: Trampenau–Neuteicher Hinterfeld 5,4 – Bröske 9,3
  - J .2: (Trampenau–) Parschau 5,4 km (Eröffnung: 23. Dezember 1898)
  - J .3: Neuteicher Hinterfeld–Prangenau 5,3 km
  - J .4: Neuteich–Eichwalde Süd 4,3 – Warnau 7,5 km
  - J .5: Eichwalde Süd – Irrgang 6,2 km
  - J .6: Tannsee – Tannsee 0,5 – Tannsee Feld 1,6 km
  - J .7: Neuteich – Leske 2,5 km
  - J .8: Eichwalde – Brodsack 1,5 km
  - J .9: Lindenau bei Neuteich – Lindenau Kanal 1,0 km

### Ließau–Mielenz
K.  Eröffnung: 18. November 1898
- 0,0 Ließau Kleinbahnhof
- 4,7 Altweichsel
- 8,7 Kunzendorf in Westpreußen
- 10,6 Biesterfelde
- 13,3 Groß Montau Abzweig
- 15,0 Groß Montau
- 18,7 Klein Montau
- 23,7 Wernersdorf
- 25,1 Wernersdorf Ort
- 30,7 Schönau Abzweig
- 33,8 Mielenz

- Güterbahnen:
  - K.1: Kunzendorf–Gnojau 4,1 km
  - K.2: Biesterfelde – Klossowo 0,9 km
  - K.3: Altmünsterberg – Altmünsterberg Feld 1,3 – Altmünsterberg Provinzialchaussee 3,2 km